# 리처드 서클
리처드 서클(영어: Richard Suckle)은 《스쿠비 두》(2002), 《아메리칸 허슬》(2013), 《수어사이드 스쿼드》(2016) 등을 제작한 영화 프로듀서이다. 《아메리칸 허슬》은 아카데미 작품상에 지명된 작품이다.

## 연출 작품 목록
- 스쿠비 두(2002)
- 스쿠비두 2: 몬스터 대소동(2004)
- 인터내셔널(2009)
- 아메리칸 허슬(2013)
- 수어사이드 스쿼드(2016)
- 더 몬스터(2016)